# Capture
Capture  es una banda de metalcore australiana formada a principios de 2010 después de la ruptura de otro equipo de metalcore, Atlanta Takes State.  La banda subió a la prominencia cuando lanzaron el video musical de su canción, "You Call That a Knife, This Is a Knife!" (2011) en YouTube. La banda firmó para Sumerian Records en diciembre de 2012, pero se dejó caer en octubre del año siguiente. Desde su formación han publicado dos álbumes de estudio, 'Til Death (18 de diciembre de 2012), que apareció en tres listas de Billboard Top Hard Rock (No. 21), Top Heatseekers (No. 7) y Top Independent Albums (No. 25), y Reign of Terror (5 de agosto de 2014), que figura en el # 86 en la Billboard 200 de los Estados Unidos. En agosto de 2013, el grupo anunció la liberación propuesta de Live Life, lanzada el 4 de febrero de 2014. Más tarde En 2014, anunciaron que habían firmado con Artery Recordings.

## Historia

### Iniciación y 'Til Death (2010-2012)
Formado a principios de 2010 en Sídney por Blake Ellis en la guitarra (más tarde en el bajo), Jye Menzies en la guitarra y Jeffrey Wellfare en la voz principal. La banda ganó popularidad a través de su canal de YouTube, y el primer sencillo "You Call That a Knife? This Is a Knife!", alcanzando rápidamente cinco millones de visitas en menos de un año. Los tres, Wellfare, Menzies, y Ellis eran previamente miembros de otra banda de metalcore, Atlanta Takes State. Si bien su video musical que se levantó rápidamente a la popularidad en la escena, sino que también les ganó críticas positivas de otras bandas del mismo género, como Asking Alexandria.  Su baterista original, Tyler March (conocido por su apodo, Lone América, y para tocar la batería en A Late Night Serenade), es el único miembro no de Australia, siendo de Carlisle, Pennsylvania en los Estados Unidos.  Los otros miembros se reunieron con él en línea y se le pidió que unirse. Kris Sheehan se unió en 2011 con Wellfare.
Cuatro meses más tarde, el 11 de marzo de 2012, la banda lanzó su segundo sencillo, "#OIMATEWTF", que cuenta con voces invitadas por Denis Shaforostov, de la banda Make Me Famous (de ese momento). El video alcanzó casi 500.000 vistas en menos de seis meses. Un mes después, se estrenó una portada de la canción de Jason Derülo "In My Head", Seguido por el cuarto sencillo de la banda, "Ladies & Gentlemen... I Give You Hell", lanzado el 1 de julio de 2012, alcanzando 350.000 visitas en menos de dos meses.
El 20 de agosto de 2012, la banda anunció que estaban apoyando a Woe, Is Me's Talk Your [S]#?!, We'll Give You a Reason Tour, con otras bandas de apoyo como Chunk! No, Captain Chunk!, Our Last Night, Secrets, y The Seeking. El 19 de noviembre de ese año, la banda fue anunciada como parte de la gira deOf Mice & Men's 2013 US Headlining tour como bandas invitadas Woe, Is Me, Texas in July, y Volumes desde mediados de enero hasta principios de febrero.
El 24 de noviembre de 2012 la banda anunció su álbum de debut, 'Til Death el 18 de diciembre, que sería de autoliberación y tienen paquetes de pre-orden establecido en la webstore de la banda. Con el anuncio la banda reveló las carátulas del álbum y la lista de canciones. Para el 3 de diciembre de 2012 la banda había firmado con Sumerian Records, que publicaría su próximo álbum. Junto con el anuncio, se estrena el video musical del sencillo "Ladies & Gentlemen... I Give You Hell".
13 de diciembre la banda comenzó a transmitir un nuevo sencillo de su próximo álbum, "RVG" a través de YouTube. El 18 de diciembre de 2012 se estrenó el álbum debut 'Til Death', que había sido grabado en Chango Studios y producido y mezclado por Cameron Mizell y masterizado por Joey Sturgis. Apareció en tres listas de componentes de Billboard Hard Rock (No. 21), Top Heatseekers (No. 7) y Top Independent Albums (No. 25).

### Live Life y salida de Sumerian (2013–2014)
El 30 de octubre de 2013, Sumerian Records anunció que habían retirado Capture the Crown de su lista, con la declaración "... Ahora estamos listos para hacerles saber que nos separaremos con Capture The Crown debido a diferencias musicales y/o creativas Les deseamos la mejor de las suertes en sus futuros emprendimientos ". El 9 de noviembre la banda anunció que estarían cancelando su gira por el Reino Unido, pero que han estado trabajando muy duro en un nuevo álbum y se dirigirán al estudio en enero. El 3 de diciembre de 2013 la banda anunció que han lanzado una campaña Indiegogo de $ 10.000 para financiar su EP, Live Life, que habían estado trabajando cuando eran parte de Sumerian Records. Al día siguiente la banda una versión Unmasterized de la pista, "Live Life" de su próximo EP, con esta canción es el primer lanzamiento de la banda sin Sumerian Records.

## Estilo
La banda toca un estilo de metalcore, post - hardcore, electronicore, nu metalcore y rock alternativo. Entre sus influencias la banda cita a Slipknot, Linkin Park, 30 Seconds to Mars y Ellie Goulding.

## Miembros
Actuales
- Jeffrey Wellfare - Vocales (2010–Presente)

Anteriores
- Blake Ellis –  Guitarra rítmica (2010–2013), Bajo (2013)
- Jye Menzies – Guitarra líder (2010–2014)
- Kris Sheehan – Bajo (2010–2013), Guitarra rítmica (2013–2014)
- Tyler "Lone America" March – Batería (2010–2014)
- Ryan Seritti - Batería (2014-2015)
- Kyle Devaney - Guitarra líder (2014–2015)
- Joe Abikhair - Batería (2015–2016)
- Mitch Rogers - Guitarra rítmica (2014–2016) Guitarra líder (2015–2016)
- Alec Hoxsey - Batería (2016)
- Maurice Morfaw - Bajo (2014-2016)

## Discografía
Álbumes de estudio
- 'Til Death (2012)
- Reign Of Terror (2014)

EPs
- Live Life (2014)